# Ammoxenus coccineus
Ammoxenus coccineus is een spinnensoort uit de familie bodemjachtspinnen (Gnaphosidae). De soort komt voor in Namibië.